# Les Cygnes sauvages (film)
Pour les articles homonymes, voir Les Cygnes sauvages (homonymie).
Les Cygnes sauvages (Дикие лебеди, Dikie lebedi) est un film d'animation soviétique réalisé par Mikhaïl Tsekhanovski et Vera Tsekhanovskaïa, sorti en 1962.

## Synopsis
Dans le palais règne la joie de vivre. Elise et ses onze frères princes font résonner leur rire jusque dans la salle du trône. Mais le bonheur est de courte durée, et la Reine vient à décéder. La jeune fille s'occupe alors du mieux qu'elle peut de ses frères et leur prodigue tout l'amour dont elle dispose et qu'il leur manque tant.
Leur père, le Roi, finit par se remarier, mais la nouvelle Reine est froide et distante envers les enfants. Il s'agit là en réalité d'une méchante sorcière et elle souhaite plus que tout se débarrasser d'eux. Elle va utiliser pour cela ses pouvoirs maléfiques, et va commencer par s'attaquer à la gentille Elise. Après avoir vu son sort pour la rendre stupide et mauvaise échouer, elle réussit toutefois à la métamorphoser en une petite fille laide, salle et repoussante. Elle poursuit ses méfaits en s'attaquant aux princes, mais encore une fois elle échoue, et au lieu de les changer en vautours noirs et puants, c'est en majestueux cygnes blancs qu'elle les transforme.
Mais finalement elle obtient tout de même ce qu'elle désire. Elle fait chasser les cygnes du palais, et le Roi, ne voyant en Elise qu'une petite souillon, ordonne qu'on lâche les chiens sur elle. Les braves bêtes finissent toutefois par la reconnaître et l'épargne. Chassée et livrée à elle-même, la jeune princesse se perd en recherchant ses frères disparus...

## Fiche technique
- Titre : Les Cygnes sauvages[1]
- Titre original : Дикие лебеди (Dikie lebedi)
- Réalisation : Mikhaïl Tsekhanovski, Vera Tsekhanovskaïa
- Scénario : Evgueni Ryss, Leonid Trauberg
- Musique : Alexandre Varlamov
- Pays d'origine : URSS
- Format : Couleurs - 35 mm - Mono
- Genre : conte merveilleux
- Durée : 57 minutes
- Date de sortie : 1962

## Distribution

### Voix originales
- Valentina Toumanova : Eliza
- Elena Ponsova
- Viktor Sergatchiov
- Erast Garin
- Sergueï Martinson
- Anatoli Chtchoukine